# 蒙族 (臺灣)
蒙族，是臺灣一宗人口相當稀少的族群，大多數者是隨著1949年中華民國政府遷臺時過來的蒙古族，屬於戰後移民，亦稱臺灣蒙古族。此外亦包括居留在臺灣的蒙古國公民，以及大陸地區旗縣、自治州級以上當局出具蒙族籍證明文件之居民，屬於新住民。

## 籍貫統計
截至1957年12月底之資料：
- 布特哈部—18人
- 呼倫貝爾部—12人
- 依克明安特別旗—6人
- 哲里木盟—63人
- 卓索圖盟—223人
- 昭烏達盟—21人
- 察哈爾盟—33人
- 伊克昭盟—7人
- 土默特特別旗—4人
- 阿拉善特別旗—4人
- 青海左翼盟—2人
- 烏納恩素珠客圖盟—6人
- 青塞特奇勒圖盟—10人

## 著名人物

### 軍政界
- 紀效威
- 金有聲
- 胡格金臺（敖岳山）
- 多長有
- 李清
- 阿谷墨爾根（克冠英）
- 清巴圖（包蘊柏）
- 樂竹芳（巴音比利格）：第1屆國大代表
- 白大誠：第1屆立法委員
- 吳雲鵬：第1屆立法委員
- 楊俊生：第1屆立法委員
- 包宏業
- 包晉祺
- 包樂康（那木濟勒色楞）
- 欒保中
- 韓鳳岐
- 王華興
- 包克
- 包國義
- 金崇偉
- 金養浩
- 曹劍潭
- 起慕德思仁
- 旺克琪
- 于德純：第1屆監察委員
- 王枕華：第1屆監察委員
- 張秉智：第1屆監察委員
- 摩爾根：第1屆監察委員
- 李永新
- 許占魁
- 郭振芳
- 烏占坤
- 薛興儒
- 劉廉克
- 白雲梯
- 金紫綬
- 白瑞
- 札奇斯欽（于寶衡）：政治大學邊政系（現民族系）創系系主任
- 伍雲格爾勒（張若華）
- 李春霖
- 吳鶴齡
- 錢庭玉
- 那村卜和（烏臻良）
- 烏古廷
- 烏爾貢布（烏臻和）
- 烏尼吾爾塔
- 趙琪璠
- 篤多博、楊德麟、剛葆璞、史秉麟、史耀青（史篤若固）、卓里格圖、吳化鵬、陳孝賢、哈勘楚倫、傅壽山、賽春阿、羅祖光、尼那松、伊德木札布、席振鐸、吳震、杭嘉驤、楊樹森、榮照、達穆林旺楚克、敏孟經（敏珠策旺多濟）、杜固爾[3]、海玉祥[4]。

### 藝文界
- 席慕蓉：作家
- 乾德門：演員
- 包國良：節目主持人